# Lobelia limosa
Lobelia limosa là loài thực vật có hoa trong họ Hoa chuông. Loài này được (Adamson) E.Wimm. mô tả khoa học đầu tiên năm 1968.